# Veronica gorumsensis
Veronica gorumsensis är en grobladsväxtart som beskrevs av Pierre Edmond Boissier, Amp; Kotschy och Fischer. Veronica gorumsensis ingår i släktet veronikor, och familjen grobladsväxter. Inga underarter finns listade i Catalogue of Life.